# 553
Évszázadok: 5. század – 6. század – 7. század
Évtizedek: 500-as évek – 510-es évek – 520-as évek – 530-as évek – 540-es évek – 550-es évek – 560-as évek – 570-es évek – 580-as évek – 590-es évek – 600-as évek
Évek: 548 – 549 – 550 – 551 –  552 – 553 – 554 – 555 – 556 – 557 – 558

## Események

### Bizánci Birodalom
- A bizánci-gót háborúban Narszész megtámadja a Campaniába húzódott maradék osztrogót erőket és Nápolytól délre, a két napos Mons Lactarius-i csatában döntő győzelmet arat felettük; Teia gót király is elesik az ütközetben. Az itáliai Osztrogót Királyság 60 év után megszűnik létezni.
- Teia korábban segítséget kért a frankoktól és bár Theudebald király ezt megtagadta, engedélyezte egy alemann főnemesi testvérpárnak, Leutharisnak és Butilinusnak, hogy sereget gyűjtsön és megsegítse a gótokat. Az állítólag 75 ezres frank-alemann sereg betör Észak-Itáliába, ahol csatlakoznak hozzájuk a maradék gótok és létszámuk 90 ezerre duzzad. Legyőzik a bizánci szövetséges herulokat és elfoglalja Parmát. Narszész Rómában telel.
- Iusztinianosz császár egyetemes zsinatot hív össze Konstantinápolyban, hogy elítéljenek három teológiai írást és ezzel - a császár reményei szerint - lebontsák az ortodox egyház és a monofiziták közötti nézetkülönbségeket. A Konstantinápolyban őrizetben tartott Vigilius pápa először megígéri részvételét, de aztán látva hogy a nyugati püspökök közül nem hívják meg az ő híveit, távol marad. A zsinat a császár akarata szerint anatémával sújtja az írásokat és decemberre a pápa is feladja korábbi tiltakozását és elfogadja a zsinat határozatait.
- Egy földrengés miatt megreped a Hagia Szophia főkupolája.

### Ázsia
- A dél-kínai Liang-dinasztia császára, Jüan szövetkezik a Nyugati Vej dinasztia hadurával, Jüven Tajjal trónkövetelő rokona, Hsziao Csi ellen. Közös erővel legyőzik a lázadót, de közben Jüven Taj megszállja a Hsziao Csi által birtokolt tartományok döntő többségét.
- Koreában Szong pekcsei király szövetkezik Sillával és a Kaja Konföderációval, hogy visszaszerezze a Han-folyó völgyét, amelyet Kogurjo királysága háromnegyed évszázaddal korábban hódított el Pekcsétől. Győzelme után sillai szövetségesei - akik titokban egyezséget kötöttek Kogurjóval - hátbatámadják a kimerült pekcsei hadsereget és megszállják a folyó völgyét.
- Meghal Isszik, a Göktürk Kaganátus kagánja. Utódja öccse, Mukan; a birodalom nyugati felét továbbra is nagybátyja, Istemi kormányozza.

## Halálozások
- Teia, az utolsó osztrogót király
- Gelimer, az utolsó vandál király
- Isszik, türk kagán

## Fordítás
- Ez a szócikk részben vagy egészben  a(z)   553 című angol Wikipédia-szócikk ezen változatának fordításán alapul.  Az eredeti cikk szerkesztőit annak laptörténete sorolja fel. Ez a jelzés csupán a megfogalmazás eredetét és a szerzői jogokat jelzi, nem szolgál a cikkben szereplő információk forrásmegjelöléseként.